# Johanna Klinckerfuß
Johanna Klinckerfuß, geb. Schultz (* 22. März 1855 in Hamburg; † 12. Dezember 1924 in Ludwigsburg) war  eine hochgeschätzte und vielseitige deutsche Pianistin.

## Leben
Johanna Klinckerfuß war zuerst Schülerin von Moritz Beer, studierte dann am Konservatorium in Stuttgart und vollendete ihr Studium bei Franz Liszt in Weimar. Zunächst wirkte sie in Norddeutschland. Anfang 1874 heiratete sie den Stuttgarter Klavierfabrikanten Apollo Klinckerfuß und war über Jahrzehnte im Musikleben dieser Stadt präsent. In Leipzig konzertierte sie mehrfach. Die Presse urteilte, die Technik dieser Pianistin sei eminent und mit ihr verbinde sich eine „seltene Kraft und Energie des Spiels“. Es sei kaum eine andere zeitgenössische Pianistin zu finden, die den letzten Satz des d-Moll-Konzertes von Rubinstein in einer solchen Bravour spielen könne. Vom württembergischen König Karl wurde sie zur königlich-württembergischen Hofpianistin ernannt und war Inhaberin der Goldenen Medaille für Kunst und Wissenschaft am Bande des Friedrichs-Ordens. Die Tochter Margarete Klinckerfuß war ebenfalls Pianistin und veröffentlichte 1947 eine Autobiographie.